# 음력 8월 8일
음력 8월 8일은 음력 8월의 8번째 날이다.

## 사건
- 681년 - 신라에서 김흠돌의 난이 일어남.
- 2013년 -
  - 서울외곽순환고속도로 의정부 나들목 인근에서 9중 추돌사고가 발생해 2명이 사망하고 19명이 부상하였다.
  - 미국 콜로라도주 콜로라도강 분지에서 대형 홍수가 발생, 8명이 사망하고 1명이 실종되었다.

## 문화
- 1997년 - 대한민국 부산광역시에서 PSB Blue Wave 라디오 개국.
- 2016년 - 대구 도시철도 1호선 대곡 ~ 설화명곡역 구간 개통.

## 탄생
- 1991년 - 대한민국 가수이자 배우 이정신
- 1992년
  - 대한민국의 배우 박은빈.
  - 대한민국의 사격 선수 김예지.

## 사망
- 681년 - 신라 김흠돌.

## 같이 보기
- 음력 360일: 1월 2월 3월 4월 5월 6월 7월 8월 9월 10월 11월 12월
- 전날:8월 7일 다음날:8월 9일 - 전달:7월 8일 다음달:9월 8일
- 양력:8월 8일
- 음력, 윤달